# Zoom In
| Совокупная оценка   | Совокупная оценка |
| Источник            | Оценка            |
| ------------------- | ----------------- |
| Metacritic          | 53/100            |
| Оценки критиков     |                   |
| Источник            | Оценка            |
| AllMusic            | [ 2 ]             |
| American Songwriter | [ 3 ]             |
| Classic Rock        | [ 4 ]             |
| The Independent     | [ 5 ]             |
| NME                 | [ 6 ]             |

Zoom In — студийный мини-альбом британского музыканта Ринго Старра, выпущенный 19 марта 2021 года на Universal Music Enterprises.

## История
Альбом получил смешанные отзывы музыкальной критики и интернет-изданий. Он получил 53 из 100 баллов на интернет-агрегаторе Metacritic.

## Список композиций
| №                   | Название                       | Автор(ы)                                   | Длительность |
| ------------------- | ------------------------------ | ------------------------------------------ | ------------ |
| 1.                  | «Here's to the Nights»         | Дайан Уоррен                               | 4:05         |
| 2.                  | «Zoom In Zoom Out»             | Jeff Silbar Joe Turley                     | 3:57         |
| 3.                  | «Teach Me to Tango»            | Ричард Старки Sam Hollander Grant Michaels | 3:07         |
| 4.                  | «Waiting for the Tide to Turn» | Bruce Sugar Starr                          | 3:54         |
| 5.                  | «Not Enough Love in the World» | Joseph Williams Стивен Люкатер             | 4:16         |
| Общая длительность: | Общая длительность:            | Общая длительность:                        | 19:19        |

## Участники записи
По данным заметок на физическом релизе Zoom In.
- Ринго Старр — ударные, перкуссия и вокал на всех треках
- Charlie Bisharat — скрипка на «Here’s to the Nights»
- Jacob Braun — виолончель на «Here’s to the Nights»
- Tony Chen — гитара на «Waiting for the Tide to Turn»
- Jim Cox — струнные на «Here’s to the Nights»
- Zelma Davis — бэк-вокал на «Teach Me to Tango» и «Waiting for the Tide to Turn»
- Charity Daw — бэк-вокал на «Teach Me to Tango»
- Candace Devine — бэк-вокал на «Teach Me to Tango»
- Nathan East — бас на «Here’s to the Nights» и «Waiting for the Tide to Turn»
- Josh Edmondson — гитара на «Teach Me to Tango»
- Sean Gould — гитара на «Teach Me to Tango»
- другие…
- Joseph Williams — клавишные, бэк-вокал и аранжировка «Not Enough Love in the World»
- Гостевой вокал на «Here’s to the Nights»: Пол Маккартни, Джо Уолш, Шерил Кроу, Дженни Льюис, Ленни Кравиц, Крис Стэплтон, Yola, Ben Harper, Дэйв Грол, Финнеас О’Коннелл, Eric Burton и Корин Бэйли Рэй

## Чарты
| Чарт (2021)                       | Высшая позиция |
| --------------------------------- | -------------- |
| Германия (Offizielle Top 100)     | 22             |
| Шотландия (Scottish Albums Chart) | 14             |
| США (Billboard 200)               | 179            |
| США (Billboard Top Rock Albums)   | 37             |